# Klaus Nestele
Klaus Nestele (* 21. September 1930 in Schotten, Volksstaat Hessen; † 20. Mai 2021 in Gerolsbach, Bayern) war ein deutscher Journalist und Sachbuchautor sowie (unter dem Pseudonym Leon Berg) Verfasser von Illustriertenromanen und Kriminalstorys. Nestele war Mitbegründer der TV-Zeitschrift Bildschirm und des nach ihr benannten ersten deutschen Fernsehpreises Goldener Bildschirm.

## Leben
Nestele trug als Mitglied der Entwicklungsredaktion des Wilhelm Herget Verlages in Stuttgart in den 1950er-Jahren zu Konzept und Erscheinungsbild der Programmzeitschrift „Bildschirm“ bei. Die Zeitschrift spezialisierte sich damals als erste Fernseh-Illustrierte auf dem deutschen Markt und hatte als einzige ihrer Art ausschließlich die TV-Programme der öffentlich-rechtlichen Rundfunkanstalten sowie programmbegleitende Text- und Bildbeiträge zum Inhalt. Die wöchentlich erscheinende TV-Zeitschrift verlieh im Jahre 1959 erstmals den „Goldenen Bildschirm“, dessen Preisträger aufgrund eines bundesweiten Leservotums ermittelt wurden. Zusätzlich zu diesem ersten deutschen Publikums-Fernsehpreis wurde später noch ein „Goldener Bildschirm der Fernsehkritik“ ins Leben gerufen.
Nestele hat zahlreiche Fachbeiträge veröffentlicht, die in wissenschaftlichen Arbeiten zitiert werden, unter anderem analysiert er die „technischen Innovationen in der Musikindustrie und ihre Auswirkungen auf den Musikmarkt“ (Handbuch der Musikwirtschaft, Keller, Starnberg 1992). Darin wurde frühzeitig auf Entwicklungen und Herausforderungen hingewiesen, mit denen sich die Musikindustrie erst zehn Jahre später ernsthaft auseinanderzusetzen begann: „Aus der Verbindung von Rechner- und Telekommunikations-Technologie kann eine elektronische Infrastruktur erwachsen … und weil der Zugriff auf Millionen von Filmen, Musikaufnahmen und neuartigen audiovisuellen Produkten noch erheblich leichter wird, werden wir uns eines Tages Titel und archivierte Programme nach Wunsch direkt einspielen lassen können.“
Klaus Nestele lebte und arbeitete in der Nähe von München.

## Werke

### Sachbücher
- Die neue Höflichkeit. Ariston, Genf 1986, ISBN 3-7205-1391-2.
- HiFi und CD. Tomus, München 1989, ISBN 3-8231-0147-1.

### Fiktion
- Mord in den Wolken. In: TV Hören und Sehen 1974.
- Auch Leichen machen Fehler. Bauer, Hamburg 1974.
- Ein Kind spielt Schicksal. In: Echo der Frau, Düsseldorf 1974